# Одда
Одда (норв. Odda) — коммуна в губернии Хордаланн в Норвегии. Административный центр коммуны — город Одда. Официальный язык коммуны — нейтральный. Население коммуны на 2007 год составляло 7107 чел. Площадь коммуны Одда — 1615,95 км², код-идентификатор — 1228.

## История населения коммуны
Население коммуны за последние 60 лет.

Статистика коммуны Одда